# Herrarnas turnering i beachvolleyboll vid olympiska sommarspelen 2024
Herrarnas turnering i beachvolleyboll vid olympiska sommarspelen 2024 spelades 27 juli till 10 augusti 2021 på Marsfältet, Paris, Frankrike. I tävlingen deltog 24 lag från 18 olika olympiska förbund (länder). David Åhman och Jonatan Hellvig blev mästare för första gången genom att besegra Nils Ehlers och Clemens Wickler i finalen. Anders Mol och Christian Sørum tog brons.

## Format
Tävlingen består av gruppspel följt av cupspel.
De 24 lag delades in i sex grupper om fyra lag. Efter gruppspelet går de två första lagen i varje grupp samt de två bästa treorna direkt till åttondelsfinal. Övriga treor får spela "lucky loser" match mot en annan trea (3:e bästa trean möter 6:e bästa trean, 4:e bästa trean möte 5:e bästa trean), där vinnaren går vidare till åttondelsfinal. Cupspelet avgörs genom direkt i en avgörande match..

## Spelschema
Spelschemat är enligt följande.
| P | Grupprundan | LL | Lucky losers-möten | 1⁄16 | Sextondelsfinaler | 1⁄8 | Åttondelsfinaler | ¼ | Kvartsfinaler | ½ | Semifinaler | B | Match om tredjepris | F | Final |

| Lör 27 | Sön 28 | Mån 29 | Tis 30 | Ons 31 | Tor 1 | Fre 2 | Lör 3 | Lör 3 | Sön 4 | Mån 5 | Tis 6 | Ons 7 | Tor 8 | Fre 9 | Lör 10 | Lör 10 |
| ------ | ------ | ------ | ------ | ------ | ----- | ----- | ----- | ----- | ----- | ----- | ----- | ----- | ----- | ----- | ------ | ------ |
| P      | P      | P      | P      | P      | P     | P     | P     | LL    | 1⁄16  | 1⁄16  | ¼     | ¼     | ½     |       | B      | F      |

## Deltagare
De 18 först kvalificerade lagen tillkännagavs 11 juni 2024. Övriga lag tillkännagavs 24 juni 2024. Varje olympiskt förbund fick max skicka två lag.
| Lag                                  | NOC           |
| ------------------------------------ | ------------- |
| Thomas Hodges – Zachery Schubert     | Australien    |
| Mark Nicolaidis – Izac Carracher     | Australien    |
| Julian Hörl – Alexander Horst        | Österrike     |
| Evandro Oliveira – Arthur Lanci      | Brasilien     |
| George Wanderley – André Stein       | Brasilien     |
| Sam Schachter – Daniel Dearing       | Kanada        |
| Marco Grimalt – Esteban Grimalt      | Chile         |
| Jorge Alayo – Noslen Díaz            | Kuba          |
| Ondřej Perušič – David Schweiner     | Tjeckien      |
| Youssef Krou – Arnaud Gauthier-Rat   | Frankrike     |
| Rémi Bassereau – Julien Lyneel       | Frankrike     |
| Nils Ehlers – Clemens Wickler        | Tyskland      |
| Samuele Cottafava – Paolo Nicolai    | Italien       |
| Alex Ranghieri – Adrian Carambula    | Italien       |
| Mohamed Abicha – Zouheir El Graoui   | Marocko       |
| Stefan Boermans – Yorick de Groot    | Nederländerna |
| Matthew Immers – Steven van de Velde | Nederländerna |
| Anders Mol – Christian Sørum         | Norge         |
| Michał Bryl – Bartosz Łosiak         | Polen         |
| Cherif Younousse – Ahmed Tijan       | Qatar         |
| Pablo Herrera – Adrián Gavira        | Spanien       |
| David Åhman – Jonatan Hellvig        | Sverige       |
| Miles Evans – Chase Budinger         | USA           |
| Miles Partain – Andrew Benesh        | USA           |

## Lottning
Lottning för turneringen hölls 28 juni.
| Grupp A                      | Grupp B                       | Grupp C                  |
| ---------------------------- | ----------------------------- | ------------------------ |
| Åhman – Hellvig (SWE)        | Mol A. – Sørum C. (NOR)       | Ehlers – Wickler (GER)   |
| Cottafava – Nicolai (ITA)    | van de Velde – Immers (NED)   | Bryl – Łosiak (POL)      |
| Cherif – Ahmed (QAT)         | Ranghieri – Carambula (ITA)   | Hodges – Schubert (AUS)  |
| Nicolaidis – Carracher (AUS) | Grimalt M. – Grimalt E. (CHI) | Bassereau – Lyneel (FRA) |

| Grupp D                 | Grupp E                   | Grupp F                   |
| ----------------------- | ------------------------- | ------------------------- |
| George – André (BRA)    | Perušič – Schweiner (CZE) | Krou – Gauthier-Rat (FRA) |
| Partain – Benesh (USA)  | Evandro – Arthur (BRA)    | Boermans – de Groot (NED) |
| Díaz – Alayo (CUB)      | Hörl – Horst (AUT)        | Herrera – Gavira (ESP)    |
| Abicha – Elgraoui (MAR) | Schachter – Dearing (CAN) | Evans – Budinger (USA)    |

## Domare
Följande domare valdes ut för turneringen.
- Osvaldo Sumavil
- Giseli Amantino
- Brian Hiebert
- Wang Lijun
- Juan Carlos Saavedra
- Sylvain Druart
- Charalampos Papadogoulas
- Davide Crescentini
- Mariko Satomi
- Agnieszka Myszkowska
- Rui Carvalho
- Jean Mukundiyukuri
- Robert Leko
- Giovanni Bake
- José María Padrón
- Brigham Beatie

## Grupprundan
Spelschemat tillkännagavs 4 juli 2024.
Alla tider är lokal fransk tid (Centraleuropeisk sommartid).

### Grupp A
| Pos | Lag                          | M | V | F | P | SV | SF | SK    | BV  | BF  | BK    | Kvalificering    |
| --- | ---------------------------- | - | - | - | - | -- | -- | ----- | --- | --- | ----- | ---------------- |
| 1   | Cherif – Ahmed (QAT)         | 3 | 3 | 0 | 6 | 6  | 1  | 6,000 | 140 | 127 | 1,102 | Åttondelsfinaler |
| 2   | Cottafava – Nicolai (ITA)    | 3 | 2 | 1 | 5 | 4  | 2  | 2,000 | 124 | 118 | 1,051 | Åttondelsfinaler |
| 3   | Åhman – Hellvig (SWE)        | 3 | 1 | 2 | 4 | 3  | 4  | 0,750 | 139 | 134 | 1,037 | Åttondelsfinaler |
| 4   | Nicolaidis – Carracher (AUS) | 3 | 0 | 3 | 3 | 0  | 6  | 0,000 | 102 | 126 | 0,810 |                  |

| 27 juli 2024 15:00 | Åhman – Hellvig | 2–0 | Nicolaidis – Carracher | Eiffel Tower Stadium Champ de Mars, Paris Publik: 10 516 Domare: Brian Hiebert (CAN), Robert Leko (SRB) Rapport: https://www.fivb.org/vis2009/getdocument.asmx?no=256690257 |
| 27 juli 2024 15:00 | (21–14, 21–19)  |     |                        | Eiffel Tower Stadium Champ de Mars, Paris Publik: 10 516 Domare: Brian Hiebert (CAN), Robert Leko (SRB) Rapport: https://www.fivb.org/vis2009/getdocument.asmx?no=256690257 |

| 27 juli 2024 23:00 | Cottafava – Nicolai | 0–2 | Cherif – Ahmed | Eiffel Tower Stadium Champ de Mars, Paris Publik: 10 314 Domare: Brigham Beatie (USA), Wang Lijun (CHN) Rapport: https://www.fivb.org/vis2009/getdocument.asmx?no=256690718 |
| 27 juli 2024 23:00 | (19–21, 18–21)      |     |                | Eiffel Tower Stadium Champ de Mars, Paris Publik: 10 314 Domare: Brigham Beatie (USA), Wang Lijun (CHN) Rapport: https://www.fivb.org/vis2009/getdocument.asmx?no=256690718 |

| 29 juli 2024 09:00 | Cottafava – Nicolai | 2–0 | Nicolaidis – Carracher | Eiffel Tower Stadium Champ de Mars, Paris Publik: 8 651 Domare: José Padron (ESP), Jean Mukundiyukuri (RWA) Rapport: https://www.fivb.org/vis2009/getdocument.asmx?no=256691258 |
| 29 juli 2024 09:00 | (21–19, 21–18)      |     |                        | Eiffel Tower Stadium Champ de Mars, Paris Publik: 8 651 Domare: José Padron (ESP), Jean Mukundiyukuri (RWA) Rapport: https://www.fivb.org/vis2009/getdocument.asmx?no=256691258 |

| 29 juli 2024 20:00 | Åhman – Hellvig       | 1–2 | Cherif – Ahmed | Eiffel Tower Stadium Champ de Mars, Paris Publik: 10 023 Domare: Osvaldo Sumavil (ARG), Wang Lijun (CHN) Rapport: https://www.fivb.org/vis2009/getdocument.asmx?no=256691373 |
| 29 juli 2024 20:00 | (21–15, 19–21, 18–20) |     |                | Eiffel Tower Stadium Champ de Mars, Paris Publik: 10 023 Domare: Osvaldo Sumavil (ARG), Wang Lijun (CHN) Rapport: https://www.fivb.org/vis2009/getdocument.asmx?no=256691373 |

| 1 augusti 2024 10:00 | Cherif – Ahmed | 2–0 | Nicolaidis – Carracher | Eiffel Tower Stadium Champ de Mars, Paris Publik: 9 949 Domare: Rui Carvalho (POR), Davide Crescentini (ITA) Rapport: https://www.fivb.org/vis2009/getdocument.asmx?no=256691943 |
| 1 augusti 2024 10:00 | (21–14, 21–18) |     |                        | Eiffel Tower Stadium Champ de Mars, Paris Publik: 9 949 Domare: Rui Carvalho (POR), Davide Crescentini (ITA) Rapport: https://www.fivb.org/vis2009/getdocument.asmx?no=256691943 |

| 1 augusti 2024 17:00 | Åhman – Hellvig | 0–2 | Cottafava – Nicolai | Eiffel Tower Stadium Champ de Mars, Paris Publik: 10 808 Domare: Brigham Beatie (USA), Juan Saavedra (COL) Rapport: https://www.fivb.org/vis2009/getdocument.asmx?no=256692189 |
| 1 augusti 2024 17:00 | (22–24, 17–21)  |     |                     | Eiffel Tower Stadium Champ de Mars, Paris Publik: 10 808 Domare: Brigham Beatie (USA), Juan Saavedra (COL) Rapport: https://www.fivb.org/vis2009/getdocument.asmx?no=256692189 |

### Grupp B
| Pos | Lag                           | M | V | F | P | SV | SF | SK    | BV  | BF  | BK    | Kvalificering    |
| --- | ----------------------------- | - | - | - | - | -- | -- | ----- | --- | --- | ----- | ---------------- |
| 1   | Mol – Sørum (NOR)             | 3 | 3 | 0 | 6 | 6  | 0  | MAX   | 126 | 92  | 1,370 | Åttondelsfinaler |
| 2   | Van de Velde – Immers (NED)   | 3 | 1 | 2 | 4 | 3  | 4  | 0,750 | 131 | 133 | 0,985 | Åttondelsfinaler |
| 3   | M. Grimalt – E. Grimalt (CHI) | 3 | 1 | 2 | 4 | 2  | 4  | 0,500 | 109 | 120 | 0,908 | Lucky losers     |
| 4   | Ranghieri – Carambula (ITA)   | 3 | 1 | 2 | 4 | 2  | 5  | 0,400 | 119 | 140 | 0,850 |                  |

| 28 juli 2024 10:00 | Van de Velde – Immers | 1–2 | Ranghieri – Carambula | Eiffel Tower Stadium Champ de Mars, Paris Publik: 10 149 Domare: Robert Leko (SRB), Jean Mukundiyukuri (RWA) Rapport: https://www.fivb.org/vis2009/getdocument.asmx?no=256691003 |
| 28 juli 2024 10:00 | (20–22, 21–19, 13–15) |     |                       | Eiffel Tower Stadium Champ de Mars, Paris Publik: 10 149 Domare: Robert Leko (SRB), Jean Mukundiyukuri (RWA) Rapport: https://www.fivb.org/vis2009/getdocument.asmx?no=256691003 |

| 28 juli 2024 21:00 | Mol – Sørum    | 2–0 | M. Grimalt – E. Grimalt | Eiffel Tower Stadium Champ de Mars, Paris Publik: 10 402 Domare: Brigham Beatie (USA), Giseli Amantino (BRA) Rapport: https://www.fivb.org/vis2009/getdocument.asmx?no=256691212 |
| 28 juli 2024 21:00 | (21–14, 21–16) |     |                         | Eiffel Tower Stadium Champ de Mars, Paris Publik: 10 402 Domare: Brigham Beatie (USA), Giseli Amantino (BRA) Rapport: https://www.fivb.org/vis2009/getdocument.asmx?no=256691212 |

| 31 juli 2024 16:00 | Van de Velde – Immers | 2–0 | M. Grimalt – E. Grimalt | Eiffel Tower Stadium Champ de Mars, Paris Publik: 10 606 Domare: Osvaldo Sumavil (ARG), Brigham Beatie (USA) Rapport: https://www.fivb.org/vis2009/getdocument.asmx?no=256691737 |
| 31 juli 2024 16:00 | (21–19, 21–16)        |     |                         | Eiffel Tower Stadium Champ de Mars, Paris Publik: 10 606 Domare: Osvaldo Sumavil (ARG), Brigham Beatie (USA) Rapport: https://www.fivb.org/vis2009/getdocument.asmx?no=256691737 |

| 31 juli 2024 22:30 | Mol – Sørum    | 2–0 | Ranghieri – Carambula | Eiffel Tower Stadium Champ de Mars, Paris Publik: 10 666 Domare: Wang Lijun (CHN), Brian Hiebert (CAN) Rapport: https://www.fivb.org/vis2009/getdocument.asmx?no=256691828 |
| 31 juli 2024 22:30 | (21–12, 21–15) |     |                       | Eiffel Tower Stadium Champ de Mars, Paris Publik: 10 666 Domare: Wang Lijun (CHN), Brian Hiebert (CAN) Rapport: https://www.fivb.org/vis2009/getdocument.asmx?no=256691828 |

| 2 augusti 2024 10:00 | Ranghieri – Carambula | 0–2 | M. Grimalt – E. Grimalt | Eiffel Tower Stadium Champ de Mars, Paris Publik: 10 201 Domare: Rui Carvalho (POR), Brian Hiebert (CAN) Rapport: https://www.fivb.org/vis2009/getdocument.asmx?no=256692397 |
| 2 augusti 2024 10:00 | (15–21, 21–23)        |     |                         | Eiffel Tower Stadium Champ de Mars, Paris Publik: 10 201 Domare: Rui Carvalho (POR), Brian Hiebert (CAN) Rapport: https://www.fivb.org/vis2009/getdocument.asmx?no=256692397 |

| 2 augusti 2024 20:00 | Mol – Sørum    | 2–0 | Van de Velde – Immers | Eiffel Tower Stadium Champ de Mars, Paris Publik: 9 944 Domare: Juan Saavedra (COL), Agnieszka Myszkowska (POL) Rapport: https://www.fivb.org/vis2009/getdocument.asmx?no=256692764 |
| 2 augusti 2024 20:00 | (21–16, 21–19) |     |                       | Eiffel Tower Stadium Champ de Mars, Paris Publik: 9 944 Domare: Juan Saavedra (COL), Agnieszka Myszkowska (POL) Rapport: https://www.fivb.org/vis2009/getdocument.asmx?no=256692764 |

### Grupp C
| Pos | Lag                      | M | V | F | P | SV | SF | SK    | BV  | BF  | BK    | Kvalificering    |
| --- | ------------------------ | - | - | - | - | -- | -- | ----- | --- | --- | ----- | ---------------- |
| 1   | Ehlers – Wickler (GER)   | 3 | 3 | 0 | 6 | 6  | 1  | 6,000 | 140 | 122 | 1,148 | Åttondelsfinaler |
| 2   | Bryl – Łosiak (POL)      | 3 | 2 | 1 | 5 | 4  | 2  | 2,000 | 118 | 107 | 1,103 | Åttondelsfinaler |
| 3   | Hodges – Schubert (AUS)  | 3 | 1 | 2 | 4 | 3  | 4  | 0,750 | 131 | 134 | 0,978 | Lucky losers     |
| 4   | Bassereau – Lyneel (FRA) | 3 | 0 | 3 | 3 | 0  | 6  | 0,000 | 101 | 127 | 0,795 |                  |

| 30 juli 2024 09:00 | Bryl – Łosiak  | 2–0 | Hodges – Schubert | Eiffel Tower Stadium Champ de Mars, Paris Publik: 9 591 Domare: Rui Carvalho (POR), Jean Mukundiyukuri (RWA) Rapport: https://www.fivb.org/vis2009/getdocument.asmx?no=256691423 |
| 30 juli 2024 09:00 | (21–16, 21–16) |     |                   | Eiffel Tower Stadium Champ de Mars, Paris Publik: 9 591 Domare: Rui Carvalho (POR), Jean Mukundiyukuri (RWA) Rapport: https://www.fivb.org/vis2009/getdocument.asmx?no=256691423 |

| 30 juli 2024 10:00 | Ehlers – Wickler | 2–0 | Bassereau – Lyneel | Eiffel Tower Stadium Champ de Mars, Paris Publik: 10 233 Domare: José Padrón (ESP), Robert Leko (SRB) Rapport: https://www.fivb.org/vis2009/getdocument.asmx?no=256691440 |
| 30 juli 2024 10:00 | (21–15, 21–17)   |     |                    | Eiffel Tower Stadium Champ de Mars, Paris Publik: 10 233 Domare: José Padrón (ESP), Robert Leko (SRB) Rapport: https://www.fivb.org/vis2009/getdocument.asmx?no=256691440 |

| 1 augusti 2024 09:00 | Ehlers – Wickler      | 2–1 | Hodges – Schubert | Eiffel Tower Stadium Champ de Mars, Paris Publik: 7 795 Domare: Robert Leko (SRB), Giovanni Bake (RSA) Rapport: https://www.fivb.org/vis2009/getdocument.asmx?no=256691920 |
| 1 augusti 2024 09:00 | (16–21, 21–18, 19–17) |     |                   | Eiffel Tower Stadium Champ de Mars, Paris Publik: 7 795 Domare: Robert Leko (SRB), Giovanni Bake (RSA) Rapport: https://www.fivb.org/vis2009/getdocument.asmx?no=256691920 |

| 1 augusti 2024 21:00 | Bryl – Łosiak  | 2–0 | Bassereau – Lyneel | Eiffel Tower Stadium Champ de Mars, Paris Publik: 10 099 Domare: Juan Saavedra (COL), Wang Lijun (CHN) Rapport: https://www.fivb.org/vis2009/getdocument.asmx?no=256692298 |
| 1 augusti 2024 21:00 | (21–15, 21–18) |     |                    | Eiffel Tower Stadium Champ de Mars, Paris Publik: 10 099 Domare: Juan Saavedra (COL), Wang Lijun (CHN) Rapport: https://www.fivb.org/vis2009/getdocument.asmx?no=256692298 |

| 3 augusti 2024 09:00 | Ehlers – Wickler | 2–0 | Bryl – Łosiak | Eiffel Tower Stadium Champ de Mars, Paris Publik: 8 849 Domare: Charalampos Papadogoulas (GRE), Sylvain Druart (FRA) Rapport: https://www.fivb.org/vis2009/getdocument.asmx?no=256692828 |
| 3 augusti 2024 09:00 | (21–19, 21–15)   |     |               | Eiffel Tower Stadium Champ de Mars, Paris Publik: 8 849 Domare: Charalampos Papadogoulas (GRE), Sylvain Druart (FRA) Rapport: https://www.fivb.org/vis2009/getdocument.asmx?no=256692828 |

| 3 augusti 2024 10:00 | Hodges – Schubert | 2–0 | Bassereau – Lyneel | Eiffel Tower Stadium Champ de Mars, Paris Publik: 10 525 Domare: Rui Carvalho (POR), Brian Hiebert (CAN) Rapport: https://www.fivb.org/vis2009/getdocument.asmx?no=256692843 |
| 3 augusti 2024 10:00 | (21–16, 22–20)    |     |                    | Eiffel Tower Stadium Champ de Mars, Paris Publik: 10 525 Domare: Rui Carvalho (POR), Brian Hiebert (CAN) Rapport: https://www.fivb.org/vis2009/getdocument.asmx?no=256692843 |

### Grupp D
| Pos | Lag                      | M | V | F | P | SV | SF | SK    | BV  | BF  | BK    | Kvalificering    |
| --- | ------------------------ | - | - | - | - | -- | -- | ----- | --- | --- | ----- | ---------------- |
| 1   | Díaz – Alayo (CUB)       | 3 | 3 | 0 | 6 | 6  | 0  | MAX   | 126 | 92  | 1,370 | Åttondelsfinaler |
| 2   | Partain – Benesh (USA)   | 3 | 2 | 1 | 5 | 4  | 3  | 1,333 | 135 | 126 | 1,071 | Åttondelsfinaler |
| 3   | George – André (BRA)     | 3 | 1 | 2 | 4 | 3  | 4  | 0,750 | 119 | 120 | 0,992 | Åttondelsfinaler |
| 4   | Abicha – El Graoui (MAR) | 3 | 0 | 3 | 3 | 0  | 6  | 0,000 | 91  | 133 | 0,684 |                  |

| 27 juli 2024 14:00 | Partain – Benesh | 0–2 | Díaz – Alayo | Eiffel Tower Stadium Champ de Mars, Paris Publik: 10 516 Domare: Davide Crescentini (ITA), Giovanni Bake (RSA) Rapport: https://www.fivb.org/vis2009/getdocument.asmx?no=256690199 |
| 27 juli 2024 14:00 | (18–21, 18–21)   |     |              | Eiffel Tower Stadium Champ de Mars, Paris Publik: 10 516 Domare: Davide Crescentini (ITA), Giovanni Bake (RSA) Rapport: https://www.fivb.org/vis2009/getdocument.asmx?no=256690199 |

| 27 juli 2024 19:00 | George – André | 2–0 | Abicha – El Graoui | Eiffel Tower Stadium Champ de Mars, Paris Publik: 10 250 Domare: Sylvain Druart (FRA), Charalampos Papadogoulas (GRE) Rapport: https://www.fivb.org/vis2009/getdocument.asmx?no=256690641 |
| 27 juli 2024 19:00 | (21–18, 21–10) |     |                    | Eiffel Tower Stadium Champ de Mars, Paris Publik: 10 250 Domare: Sylvain Druart (FRA), Charalampos Papadogoulas (GRE) Rapport: https://www.fivb.org/vis2009/getdocument.asmx?no=256690641 |

| 30 juli 2024 12:00 | George – André | 0–2 | Díaz – Alayo | Eiffel Tower Stadium Champ de Mars, Paris Publik: 10 590 Domare: Charalampos Papadogoulas (GRE), Mariko Satomi (JPN) Rapport: https://www.fivb.org/vis2009/getdocument.asmx?no=256691464 |
| 30 juli 2024 12:00 | (13–21, 18–21) |     |              | Eiffel Tower Stadium Champ de Mars, Paris Publik: 10 590 Domare: Charalampos Papadogoulas (GRE), Mariko Satomi (JPN) Rapport: https://www.fivb.org/vis2009/getdocument.asmx?no=256691464 |

| 30 juli 2024 15:00 | Partain – Benesh | 2–0 | Abicha – El Graoui | Eiffel Tower Stadium Champ de Mars, Paris Publik: 10 226 Domare: Jean Mukundiyukuri (RWA), Robert Leko (SRB) Rapport: https://www.fivb.org/vis2009/getdocument.asmx?no=256691513 |
| 30 juli 2024 15:00 | (21–12, 28–26)   |     |                    | Eiffel Tower Stadium Champ de Mars, Paris Publik: 10 226 Domare: Jean Mukundiyukuri (RWA), Robert Leko (SRB) Rapport: https://www.fivb.org/vis2009/getdocument.asmx?no=256691513 |

| 1 augusti 2024 12:00 | Díaz – Alayo   | 2–0 | Abicha – El Graoui | Eiffel Tower Stadium Champ de Mars, Paris Publik: 10 697 Domare: Giovanni Bake (RSA), Mariko Satomi (JPN) Rapport: https://www.fivb.org/vis2009/getdocument.asmx?no=256692020 |
| 1 augusti 2024 12:00 | (21–14, 21–11) |     |                    | Eiffel Tower Stadium Champ de Mars, Paris Publik: 10 697 Domare: Giovanni Bake (RSA), Mariko Satomi (JPN) Rapport: https://www.fivb.org/vis2009/getdocument.asmx?no=256692020 |

| 1 augusti 2024 15:00 | George – André       | 1–2 | Partain – Benesh | Eiffel Tower Stadium Champ de Mars, Paris Publik: 10 107 Domare: Charalampos Papadogoulas (GRE), Davide Crescentini (ITA) Rapport: https://www.fivb.org/vis2009/getdocument.asmx?no=256692123 |
| 1 augusti 2024 15:00 | (17–21, 21–14, 8–15) |     |                  | Eiffel Tower Stadium Champ de Mars, Paris Publik: 10 107 Domare: Charalampos Papadogoulas (GRE), Davide Crescentini (ITA) Rapport: https://www.fivb.org/vis2009/getdocument.asmx?no=256692123 |

### Grupp E
| Pos | Lag                       | M | V | F | P | SV | SF | SK    | BV  | BF  | BK    | Kvalificering    |
| --- | ------------------------- | - | - | - | - | -- | -- | ----- | --- | --- | ----- | ---------------- |
| 1   | Evandro – Arthur (BRA)    | 3 | 3 | 0 | 6 | 6  | 0  | MAX   | 126 | 100 | 1,260 | Åttondelsfinaler |
| 2   | Perušič – Schweiner (CZE) | 3 | 2 | 1 | 5 | 4  | 2  | 2,000 | 118 | 109 | 1,083 | Åttondelsfinaler |
| 3   | Schachter – Dearing (CAN) | 3 | 1 | 2 | 4 | 2  | 4  | 0,500 | 107 | 115 | 0,930 | Lucky losers     |
| 4   | Hörl – Horst (AUT)        | 3 | 0 | 3 | 3 | 0  | 6  | 0,000 | 99  | 126 | 0,786 |                  |

| 28 juli 2024 17:00 | Perušič – Schweiner | 2–0 | Schachter – Dearing | Eiffel Tower Stadium Champ de Mars, Paris Publik: 10 779 Domare: Wang Lijun (CHN), Osvaldo Sumavil (ARG) Rapport: https://www.fivb.org/vis2009/getdocument.asmx?no=256691182 |
| 28 juli 2024 17:00 | (21–17, 21–19)      |     |                     | Eiffel Tower Stadium Champ de Mars, Paris Publik: 10 779 Domare: Wang Lijun (CHN), Osvaldo Sumavil (ARG) Rapport: https://www.fivb.org/vis2009/getdocument.asmx?no=256691182 |

| 28 juli 2024 20:00 | Evandro – Arthur | 2–0 | Hörl – Horst | Eiffel Tower Stadium Champ de Mars, Paris Publik: 6 092 Domare: Brian Hiebert (CAN), Sylvain Druart (FRA) Rapport: https://www.fivb.org/vis2009/getdocument.asmx?no=256691201 |
| 28 juli 2024 20:00 | (21–18, 21–19)   |     |              | Eiffel Tower Stadium Champ de Mars, Paris Publik: 6 092 Domare: Brian Hiebert (CAN), Sylvain Druart (FRA) Rapport: https://www.fivb.org/vis2009/getdocument.asmx?no=256691201 |

| 31 juli 2024 09:00 | Perušič – Schweiner | 2–0 | Hörl – Horst | Eiffel Tower Stadium Champ de Mars, Paris Publik: 8 829 Domare: Charalampos Papadogulas (GRE), José Padron (ESP) Rapport: https://www.fivb.org/vis2009/getdocument.asmx?no=256691659 |
| 31 juli 2024 09:00 | (21–18, 21–13)      |     |              | Eiffel Tower Stadium Champ de Mars, Paris Publik: 8 829 Domare: Charalampos Papadogulas (GRE), José Padron (ESP) Rapport: https://www.fivb.org/vis2009/getdocument.asmx?no=256691659 |

| 31 juli 2024 20:30 | Evandro – Arthur | 2–0 | Schachter – Dearing | Eiffel Tower Stadium Champ de Mars, Paris Publik: 9 585 Domare: Juan Saavedra (COL), Sylvain Druart (FRA) Rapport: https://www.fivb.org/vis2009/getdocument.asmx?no=256691786 |
| 31 juli 2024 20:30 | (21–13, 21–16)   |     |                     | Eiffel Tower Stadium Champ de Mars, Paris Publik: 9 585 Domare: Juan Saavedra (COL), Sylvain Druart (FRA) Rapport: https://www.fivb.org/vis2009/getdocument.asmx?no=256691786 |

| 2 augusti 2024 11:00 | Hörl – Horst   | 0–2 | Schachter – Dearing | Eiffel Tower Stadium Champ de Mars, Paris Publik: 10 640 Domare: Davide Crescentini (ITA), Sylvain Druart (FRA) Rapport: https://www.fivb.org/vis2009/getdocument.asmx?no=256692443 |
| 2 augusti 2024 11:00 | (16–21, 15–21) |     |                     | Eiffel Tower Stadium Champ de Mars, Paris Publik: 10 640 Domare: Davide Crescentini (ITA), Sylvain Druart (FRA) Rapport: https://www.fivb.org/vis2009/getdocument.asmx?no=256692443 |

| 2 augusti 2024 21:00 | Perušič – Schweiner | 0–2 | Evandro – Arthur | Eiffel Tower Stadium Champ de Mars, Paris Publik: 10 797 Domare: José Padron (ESP), Jean Mukundiyukuri (RWA) Rapport: https://www.fivb.org/vis2009/getdocument.asmx?no=256692778 |
| 2 augusti 2024 21:00 | (18–21, 16–21)      |     |                  | Eiffel Tower Stadium Champ de Mars, Paris Publik: 10 797 Domare: José Padron (ESP), Jean Mukundiyukuri (RWA) Rapport: https://www.fivb.org/vis2009/getdocument.asmx?no=256692778 |

### Grupp F
| Pos | Lag                       | M | V | F | P | SV | SF | SK    | BV  | BF  | BK    | Kvalificering    |
| --- | ------------------------- | - | - | - | - | -- | -- | ----- | --- | --- | ----- | ---------------- |
| 1   | Boermans – De Groot (NED) | 3 | 3 | 0 | 6 | 6  | 0  | MAX   | 126 | 89  | 1,416 | Åttondelsfinaler |
| 2   | Herrera – Gavira (ESP)    | 3 | 2 | 1 | 5 | 4  | 3  | 1,333 | 131 | 123 | 1,065 | Åttondelsfinaler |
| 3   | Evans – Budinger (USA)    | 3 | 1 | 2 | 4 | 2  | 4  | 0,500 | 99  | 109 | 0,908 | Lucky losers     |
| 4   | Krou – Gauthier-Rat (FRA) | 3 | 0 | 3 | 3 | 1  | 6  | 0,167 | 108 | 143 | 0,755 |                  |

| 29 juli 2024 10:00 | Boermans – De Groot | 2–0 | Herrera – Gavira | Eiffel Tower Stadium Champ de Mars, Paris Publik: 10 732 Domare: Juan Saavedra (COL), Charalampos Papadogoulas (GRE) Rapport: https://www.fivb.org/vis2009/getdocument.asmx?no=256691276 |
| 29 juli 2024 10:00 | (21–15, 21–15)      |     |                  | Eiffel Tower Stadium Champ de Mars, Paris Publik: 10 732 Domare: Juan Saavedra (COL), Charalampos Papadogoulas (GRE) Rapport: https://www.fivb.org/vis2009/getdocument.asmx?no=256691276 |

| 29 juli 2024 16:00 | Krou – Gauthier-Rat | 0–2 | Evans – Budinger | Eiffel Tower Stadium Champ de Mars, Paris Publik: 10 820 Domare: Davide Crescentini (ITA), Brian Hiebert (CAN) Rapport: https://www.fivb.org/vis2009/getdocument.asmx?no=256691349 |
| 29 juli 2024 16:00 | (14–21, 11–21)      |     |                  | Eiffel Tower Stadium Champ de Mars, Paris Publik: 10 820 Domare: Davide Crescentini (ITA), Brian Hiebert (CAN) Rapport: https://www.fivb.org/vis2009/getdocument.asmx?no=256691349 |

| 30 juli 2024 17:00 | Krou – Gauthier-Rat  | 1–2 | Herrera – Gavira | Eiffel Tower Stadium Champ de Mars, Paris Publik: 10 854 Domare: Brigham Beatie (USA), Giseli Amantino (BRA) Rapport: https://www.fivb.org/vis2009/getdocument.asmx?no=256691588 |
| 30 juli 2024 17:00 | (21–23, 23–21, 8–15) |     |                  | Eiffel Tower Stadium Champ de Mars, Paris Publik: 10 854 Domare: Brigham Beatie (USA), Giseli Amantino (BRA) Rapport: https://www.fivb.org/vis2009/getdocument.asmx?no=256691588 |

| 30 juli 2024 20:00 | Boermans – De Groot | 2–0 | Evans – Budinger | Eiffel Tower Stadium Champ de Mars, Paris Publik: 10 329 Domare: Brian Hiebert (CAN), Osvaldo Sumavil (ARG) Rapport: https://www.fivb.org/vis2009/getdocument.asmx?no=256691595 |
| 30 juli 2024 20:00 | (21–13, 21–15)      |     |                  | Eiffel Tower Stadium Champ de Mars, Paris Publik: 10 329 Domare: Brian Hiebert (CAN), Osvaldo Sumavil (ARG) Rapport: https://www.fivb.org/vis2009/getdocument.asmx?no=256691595 |

| 2 augusti 2024 15:00 | Herrera – Gavira | 2–0 | Evans – Budinger | Eiffel Tower Stadium Champ de Mars, Paris Publik: 10 073 Domare: Charalampos Papadogoulas (GRE), Sylvain Druart (FRA) Rapport: https://www.fivb.org/vis2009/getdocument.asmx?no=256692608 |
| 2 augusti 2024 15:00 | (21–18, 21–11)   |     |                  | Eiffel Tower Stadium Champ de Mars, Paris Publik: 10 073 Domare: Charalampos Papadogoulas (GRE), Sylvain Druart (FRA) Rapport: https://www.fivb.org/vis2009/getdocument.asmx?no=256692608 |

| 2 augusti 2024 16:00 | Krou – Gauthier-Rat | 0–2 | Boermans – De Groot | Eiffel Tower Stadium Champ de Mars, Paris Publik: 10 767 Domare: Osvaldo Sumavil (ARG), Brigham Beatie (USA) Rapport: https://www.fivb.org/vis2009/getdocument.asmx?no=256692645 |
| 2 augusti 2024 16:00 | (15–21, 16–21)      |     |                     | Eiffel Tower Stadium Champ de Mars, Paris Publik: 10 767 Domare: Osvaldo Sumavil (ARG), Brigham Beatie (USA) Rapport: https://www.fivb.org/vis2009/getdocument.asmx?no=256692645 |

### Lucky losers
Tabell nedan visar rankingen av de tredjeplacerade lagen. De två främsta gick vidare till åttondelsfinal automatiskt med övriga lag mötte varandra i en match i åttondelsfinalerna (lag 3 mot lag 6 och lag 4 mot lag 5).
| Pos | Grp | Lag                           | M | V | F | P | SV | SF | SK    | BV  | BF  | BK    | Kvalificering        |
| --- | --- | ----------------------------- | - | - | - | - | -- | -- | ----- | --- | --- | ----- | -------------------- |
| 1   | A   | Åhman – Hellvig (SWE)         | 3 | 1 | 2 | 4 | 3  | 4  | 0,750 | 139 | 134 | 1,037 | Åttondelsfinaler     |
| 2   | D   | George – André (BRA)          | 3 | 1 | 2 | 4 | 3  | 4  | 0,750 | 119 | 120 | 0,992 | Åttondelsfinaler     |
| 3   | C   | Hodges – Schubert (AUS)       | 3 | 1 | 2 | 4 | 3  | 4  | 0,750 | 131 | 134 | 0,978 | Lucky loser playoffs |
| 4   | E   | Schachter – Dearing (CAN)     | 3 | 1 | 2 | 4 | 2  | 4  | 0,500 | 107 | 115 | 0,930 | Lucky loser playoffs |
| 5   | B   | M. Grimalt – E. Grimalt (CHI) | 3 | 1 | 2 | 4 | 2  | 4  | 0,500 | 109 | 120 | 0,908 | Lucky loser playoffs |
| 6   | F   | Evans – Budinger (USA)        | 3 | 1 | 2 | 4 | 2  | 4  | 0,500 | 99  | 109 | 0,908 | Lucky loser playoffs |

#### Lucky loser playoffs
| 3 augusti 2024 18:00 | Schachter – Dearing | 0–2 (skada) | M. Grimalt – E. Grimalt | Eiffel Tower Stadium Champ de Mars, Paris Publik: 10 659 Domare: José Padron (ESP), Osvaldo Sumavil (ARG) Rapport: https://www.fivb.org/vis2009/getdocument.asmx?no=256693125 |
| 3 augusti 2024 18:00 | (1–21, 0–21)        |             |                         | Eiffel Tower Stadium Champ de Mars, Paris Publik: 10 659 Domare: José Padron (ESP), Osvaldo Sumavil (ARG) Rapport: https://www.fivb.org/vis2009/getdocument.asmx?no=256693125 |

| 3 augusti 2024 23:00 | Hodges – Schubert | 0–2 | Evans – Budinger | Eiffel Tower Stadium Champ de Mars, Paris Publik: 10 852 Domare: José Padron (ESP), Jean Mukundiyukuri (RWA) Rapport: https://www.fivb.org/vis2009/getdocument.asmx?no=256693234 |
| 3 augusti 2024 23:00 | (19–21, 17–21)    |     |                  | Eiffel Tower Stadium Champ de Mars, Paris Publik: 10 852 Domare: José Padron (ESP), Jean Mukundiyukuri (RWA) Rapport: https://www.fivb.org/vis2009/getdocument.asmx?no=256693234 |

## Slutspel
Åttonsdelsfinalerna kommer lottades. De sex gruppvinnarna delades upp automatiskt. Därefter placerades lucky loser-vinnarna och sedan de två bästa treorna. Sist placerades grupptvåorna ut. Inget lag kunde möta ett annat lag från samma grupp i åttondelsfinalerna.

### Upplägg
|  | Åttondelsfinaler              | Åttondelsfinaler          |                        |   | Kvartsfinaler        | Kvartsfinaler |            |            | Semifinaler | Semifinaler |  |  | Final | Final |
|  |                               |                           |                        |   |                      |               |            |            |             |             |  |  |       |       |
|  | 5 augusti                     |                           |                        |   |                      |               |            |            |             |             |  |  |       |       |
|  |                               |                           |                        |   |                      |               |            |            |             |             |  |  |       |       |
|  | Cherif – Ahmed (QAT)          | 2                         |                        |   |                      |               |            |            |             |             |  |  |       |       |
|  | Cherif – Ahmed (QAT)          | 2                         | 7 augusti              |   |                      |               |            |            |             |             |  |  |       |       |
|  | M. Grimalt – E. Grimalt (CHI) | 0                         |                        |   |                      |               |            |            |             |             |  |  |       |       |
|  | M. Grimalt – E. Grimalt (CHI) | 0                         | Cherif – Ahmed (QAT)   | 2 |                      |               |            |            |             |             |  |  |       |       |
|  | 5 augusti                     |                           | Cherif – Ahmed (QAT)   | 2 |                      |               |            |            |             |             |  |  |       |       |
|  |                               | Partain – Benesh (USA)    | 0                      |   |                      |               |            |            |             |             |  |  |       |       |
|  | Partain – Benesh (USA)        | Partain – Benesh (USA)    | 0                      | 2 |                      |               |            |            |             |             |  |  |       |       |
|  | Partain – Benesh (USA)        |                           | 8 augusti              | 2 |                      |               |            |            |             |             |  |  |       |       |
|  | Cottafava – Nicolai (ITA)     | 0                         |                        |   |                      |               |            |            |             |             |  |  |       |       |
|  | Cottafava – Nicolai (ITA)     | 0                         | Cherif – Ahmed (QAT)   | 0 |                      |               |            |            |             |             |  |  |       |       |
|  | 4 augusti                     |                           | Cherif – Ahmed (QAT)   | 0 |                      |               |            |            |             |             |  |  |       |       |
|  |                               | Åhman – Hellvig (SWE)     | 2                      |   |                      |               |            |            |             |             |  |  |       |       |
|  | Evandro – Arthur (BRA)        | Åhman – Hellvig (SWE)     | 2                      | 2 |                      |               |            |            |             |             |  |  |       |       |
|  | Evandro – Arthur (BRA)        | 6 augusti                 |                        | 2 |                      |               |            |            |             |             |  |  |       |       |
|  | Van de Velde – Immers (NED)   | 0                         |                        |   |                      |               |            |            |             |             |  |  |       |       |
|  | Van de Velde – Immers (NED)   | 0                         | Evandro – Arthur (BRA) | 0 |                      |               |            |            |             |             |  |  |       |       |
|  | 4 augusti                     |                           | Evandro – Arthur (BRA) | 0 |                      |               |            |            |             |             |  |  |       |       |
|  |                               | Åhman – Hellvig (SWE)     | 2                      |   |                      |               |            |            |             |             |  |  |       |       |
|  | Åhman – Hellvig (SWE)         | Åhman – Hellvig (SWE)     | 2                      | 2 |                      |               |            |            |             |             |  |  |       |       |
|  | Åhman – Hellvig (SWE)         |                           | 10 augusti             | 2 |                      |               |            |            |             |             |  |  |       |       |
|  | Díaz – Alayo (CUB)            | 1                         |                        |   |                      |               |            |            |             |             |  |  |       |       |
|  | Díaz – Alayo (CUB)            | 1                         | Åhman – Hellvig (SWE)  | 2 |                      |               |            |            |             |             |  |  |       |       |
|  | 4 augusti                     |                           | Åhman – Hellvig (SWE)  | 2 |                      |               |            |            |             |             |  |  |       |       |
|  |                               | Ehlers – Wickler (GER)    | 0                      |   |                      |               |            |            |             |             |  |  |       |       |
|  | Ehlers – Wickler (GER)        | Ehlers – Wickler (GER)    | 0                      | 2 |                      |               |            |            |             |             |  |  |       |       |
|  | Ehlers – Wickler (GER)        | 6 augusti                 |                        | 2 |                      |               |            |            |             |             |  |  |       |       |
|  | George – André (BRA)          | 0                         |                        |   |                      |               |            |            |             |             |  |  |       |       |
|  | George – André (BRA)          | 0                         | Ehlers – Wickler (GER) | 2 |                      |               |            |            |             |             |  |  |       |       |
|  | 4 augusti                     |                           | Ehlers – Wickler (GER) | 2 |                      |               |            |            |             |             |  |  |       |       |
|  |                               | Boermans – De Groot (NED) | 0                      |   |                      |               |            |            |             |             |  |  |       |       |
|  | Perušič – Schweiner (CZE)     | Boermans – De Groot (NED) | 0                      | 0 |                      |               |            |            |             |             |  |  |       |       |
|  | Perušič – Schweiner (CZE)     |                           | 8 augusti              | 0 |                      |               |            |            |             |             |  |  |       |       |
|  | Boermans – De Groot (NED)     | 2                         |                        |   |                      |               |            |            |             |             |  |  |       |       |
|  | Boermans – De Groot (NED)     | 2                         | Ehlers – Wickler (GER) | 2 |                      |               |            |            |             |             |  |  |       |       |
|  | 5 augusti                     |                           | Ehlers – Wickler (GER) | 2 |                      |               |            |            |             |             |  |  |       |       |
|  |                               | Mol – Sørum (NOR)         | 1                      |   | Bronsmatch           | Bronsmatch    |            |            |             |             |  |  |       |       |
|  | Bryl – Łosiak (POL)           | Mol – Sørum (NOR)         | 1                      | 0 | Bronsmatch           | Bronsmatch    |            |            |             |             |  |  |       |       |
|  | Bryl – Łosiak (POL)           | 7 augusti                 | 7 augusti              | 0 |                      |               | 10 augusti | 10 augusti |             |             |  |  |       |       |
|  | Herrera – Gavira (ESP)        | 7 augusti                 | 7 augusti              | 2 |                      |               | 10 augusti | 10 augusti |             |             |  |  |       |       |
|  | Herrera – Gavira (ESP)        | Herrera – Gavira (ESP)    | 0                      | 2 | Cherif – Ahmed (QAT) | 0             |            |            |             |             |  |  |       |       |
|  | 5 augusti                     | Herrera – Gavira (ESP)    | 0                      |   | Cherif – Ahmed (QAT) | 0             |            |            |             |             |  |  |       |       |
|  |                               | Mol – Sørum (NOR)         | 2                      |   | Mol – Sørum (NOR)    | 2             |            |            |             |             |  |  |       |       |
|  | Evans – Budinger (USA)        | Mol – Sørum (NOR)         | 2                      | 0 | Mol – Sørum (NOR)    | 2             |            |            |             |             |  |  |       |       |
|  | Evans – Budinger (USA)        |                           |                        | 0 |                      |               |            |            |             |             |  |  |       |       |
|  | Mol – Sørum (NOR)             | 2                         |                        |   |                      |               |            |            |             |             |  |  |       |       |
|  | Mol – Sørum (NOR)             | 2                         |                        |   |                      |               |            |            |             |             |  |  |       |       |

### Åttondelsfinaler
| 4 augusti 2024 10:00 | Ehlers – Wickler | 2–0 | George – André | Eiffel Tower Stadium Champ de Mars, Paris Publik: 10 638 Domare: Brian Hiebert (CAN), Rui Carvalho (POR) Rapport: https://www.fivb.org/vis2009/getdocument.asmx?no=256693300 |
| 4 augusti 2024 10:00 | (21–16, 21–17)   |     |                | Eiffel Tower Stadium Champ de Mars, Paris Publik: 10 638 Domare: Brian Hiebert (CAN), Rui Carvalho (POR) Rapport: https://www.fivb.org/vis2009/getdocument.asmx?no=256693300 |

| 4 augusti 2024 13:00 | Perušič – Schweiner | 0–2 | Boermans – De Groot | Eiffel Tower Stadium Champ de Mars, Paris Publik: 10 434 Domare: Davide Crescentini (ITA), Sylvain Druart (FRA) Rapport: https://www.fivb.org/vis2009/getdocument.asmx?no=256693340 |
| 4 augusti 2024 13:00 | (18–21, 16–21)      |     |                     | Eiffel Tower Stadium Champ de Mars, Paris Publik: 10 434 Domare: Davide Crescentini (ITA), Sylvain Druart (FRA) Rapport: https://www.fivb.org/vis2009/getdocument.asmx?no=256693340 |

| 4 augusti 2024 14:00 | Åhman – Hellvig       | 2–1 | Díaz – Alayo | Eiffel Tower Stadium Champ de Mars, Paris Publik: 10 767 Domare: Charalampos Papadogoulas (GRE), Brian Hiebert (CAN) Rapport: https://www.fivb.org/vis2009/getdocument.asmx?no=256693368 |
| 4 augusti 2024 14:00 | (21–11, 26–28, 15–11) |     |              | Eiffel Tower Stadium Champ de Mars, Paris Publik: 10 767 Domare: Charalampos Papadogoulas (GRE), Brian Hiebert (CAN) Rapport: https://www.fivb.org/vis2009/getdocument.asmx?no=256693368 |

| 4 augusti 2024 21:00 | Evandro – Arthur | 2–0 | Van de Velde – Immers | Eiffel Tower Stadium Champ de Mars, Paris Publik: 10 559 Domare: Osvaldo Sumavil (ARG), José Padron (ESP) Rapport: https://www.fivb.org/vis2009/getdocument.asmx?no=256693444 |
| 4 augusti 2024 21:00 | (21–16, 21–16)   |     |                       | Eiffel Tower Stadium Champ de Mars, Paris Publik: 10 559 Domare: Osvaldo Sumavil (ARG), José Padron (ESP) Rapport: https://www.fivb.org/vis2009/getdocument.asmx?no=256693444 |

| 5 augusti 2024 10:00 | Bryl – Łosiak  | 0–2 | Herrera – Gavira | Eiffel Tower Stadium Champ de Mars, Paris Publik: 10 705 Domare: Brian Hiebert (CAN), Robert Leko (SRB) Rapport: https://www.fivb.org/vis2009/getdocument.asmx?no=256693487 |
| 5 augusti 2024 10:00 | (21–23, 18–21) |     |                  | Eiffel Tower Stadium Champ de Mars, Paris Publik: 10 705 Domare: Brian Hiebert (CAN), Robert Leko (SRB) Rapport: https://www.fivb.org/vis2009/getdocument.asmx?no=256693487 |

| 5 augusti 2024 14:00 | Evans – Budinger | 0–2 | Mol – Sørum | Eiffel Tower Stadium Champ de Mars, Paris Publik: 10 799 Domare: Giovanni Bake (RSA), Davide Crescentini (ITA) Rapport: https://www.fivb.org/vis2009/getdocument.asmx?no=256693510 |
| 5 augusti 2024 14:00 | (16–21, 14–21)   |     |             | Eiffel Tower Stadium Champ de Mars, Paris Publik: 10 799 Domare: Giovanni Bake (RSA), Davide Crescentini (ITA) Rapport: https://www.fivb.org/vis2009/getdocument.asmx?no=256693510 |

| 5 augusti 2024 17:00 | Partain – Benesh | 2–0 | Cottafava – Nicolai | Eiffel Tower Stadium Champ de Mars, Paris Publik: 10 105 Domare: José Padron (ESP), Osvaldo Sumavil (ARG) Rapport: https://www.fivb.org/vis2009/getdocument.asmx?no=256693530 |
| 5 augusti 2024 17:00 | (21–17, 21–18)   |     |                     | Eiffel Tower Stadium Champ de Mars, Paris Publik: 10 105 Domare: José Padron (ESP), Osvaldo Sumavil (ARG) Rapport: https://www.fivb.org/vis2009/getdocument.asmx?no=256693530 |

| 5 augusti 2024 22:00 | Cherif – Ahmed | 2–0 | M. Grimalt – E. Grimalt | Eiffel Tower Stadium Champ de Mars, Paris Publik: 10 713 Domare: Giseli Amantino (BRA), Brigham Beatie (USA) Rapport: https://www.fivb.org/vis2009/getdocument.asmx?no=256693577 |
| 5 augusti 2024 22:00 | (21–14, 21–13) |     |                         | Eiffel Tower Stadium Champ de Mars, Paris Publik: 10 713 Domare: Giseli Amantino (BRA), Brigham Beatie (USA) Rapport: https://www.fivb.org/vis2009/getdocument.asmx?no=256693577 |

### Kvartsfinaler
| 6 augusti 2024 17:00 | Ehlers – Wickler | 2–0 | Boermans – De Groot | Eiffel Tower Stadium Champ de Mars, Paris Publik: 10 269 Domare: Robert Leko (SRB), Rui Carvalho (POR) Rapport: https://www.fivb.org/vis2009/getdocument.asmx?no=256693658 |
| 6 augusti 2024 17:00 | (22–20, 21–15)   |     |                     | Eiffel Tower Stadium Champ de Mars, Paris Publik: 10 269 Domare: Robert Leko (SRB), Rui Carvalho (POR) Rapport: https://www.fivb.org/vis2009/getdocument.asmx?no=256693658 |

| 6 augusti 2024 18:00 | Evandro – Arthur | 0–2 | Åhman – Hellvig | Eiffel Tower Stadium Champ de Mars, Paris Publik: 10 629 Domare: Davide Crescentini (ITA), Brian Hiebert (CAN) Rapport: https://www.fivb.org/vis2009/getdocument.asmx?no=256693693 |
| 6 augusti 2024 18:00 | (17–21, 16–21)   |     |                 | Eiffel Tower Stadium Champ de Mars, Paris Publik: 10 629 Domare: Davide Crescentini (ITA), Brian Hiebert (CAN) Rapport: https://www.fivb.org/vis2009/getdocument.asmx?no=256693693 |

| 7 augusti 2024 21:00 | Herrera – Gavira | 0–2 | Mol – Sørum | Eiffel Tower Stadium Champ de Mars, Paris Publik: 10 425 Domare: Brian Hiebert (CAN), Giseli Amantino (BRA) Rapport: https://www.fivb.org/vis2009/getdocument.asmx?no=256693865 |
| 7 augusti 2024 21:00 | (16–21, 17–21)   |     |             | Eiffel Tower Stadium Champ de Mars, Paris Publik: 10 425 Domare: Brian Hiebert (CAN), Giseli Amantino (BRA) Rapport: https://www.fivb.org/vis2009/getdocument.asmx?no=256693865 |

| 7 augusti 2024 22:00 | Cherif – Ahmed | 2–0 | Partain – Benesh | Eiffel Tower Stadium Champ de Mars, Paris Publik: 10 731 Domare: Charalampos Papadogoulas (GRE), Davide Crescentini (ITA) Rapport: https://www.fivb.org/vis2009/getdocument.asmx?no=256693873 |
| 7 augusti 2024 22:00 | (21–14, 21–16) |     |                  | Eiffel Tower Stadium Champ de Mars, Paris Publik: 10 731 Domare: Charalampos Papadogoulas (GRE), Davide Crescentini (ITA) Rapport: https://www.fivb.org/vis2009/getdocument.asmx?no=256693873 |

### Semifinaler
| 8 augusti 2024 18:00 | Ehlers – Wickler      | 2–1 | Mol – Sørum | Eiffel Tower Stadium Champ de Mars, Paris Publik: 10 591 Domare: Juan Saavedra (COL), Charalampos Papadogoulas (GRE) Rapport: https://www.fivb.org/vis2009/getdocument.asmx?no=256693986 |
| 8 augusti 2024 18:00 | (21–13, 17–21, 15–13) |     |             | Eiffel Tower Stadium Champ de Mars, Paris Publik: 10 591 Domare: Juan Saavedra (COL), Charalampos Papadogoulas (GRE) Rapport: https://www.fivb.org/vis2009/getdocument.asmx?no=256693986 |

| 8 augusti 2024 22:00 | Cherif – Ahmed | 0–2 | Åhman – Hellvig | Eiffel Tower Stadium Champ de Mars, Paris Publik: 10 660 Domare: Robert Leko (SRB), Osvaldo Sumavil (ARG) Rapport: https://www.fivb.org/vis2009/getdocument.asmx?no=256694021 |
| 8 augusti 2024 22:00 | (13–21, 17–21) |     |                 | Eiffel Tower Stadium Champ de Mars, Paris Publik: 10 660 Domare: Robert Leko (SRB), Osvaldo Sumavil (ARG) Rapport: https://www.fivb.org/vis2009/getdocument.asmx?no=256694021 |

### Match om tredjepris
| 10 augusti 2024 21:00 | Cherif – Ahmed | 0–2 | Mol – Sørum | Eiffel Tower Stadium Champ de Mars, Paris Publik: 8 904 Domare: Charalampos Papdogoulas (GRE), Brian Hiebert (CAN) Rapport: https://www.fivb.org/vis2009/getdocument.asmx?no=256694111 |
| 10 augusti 2024 21:00 | (13–21, 16–21) |     |             | Eiffel Tower Stadium Champ de Mars, Paris Publik: 8 904 Domare: Charalampos Papdogoulas (GRE), Brian Hiebert (CAN) Rapport: https://www.fivb.org/vis2009/getdocument.asmx?no=256694111 |

### Final
| 10 augusti 2024 22:30 | Åhman – Hellvig | 2–0 | Ehlers – Wickler | Eiffel Tower Stadium Champ de Mars, Paris Domare: Brigham Beatie (USA), Davide Crescentini (ITA) |
| 10 augusti 2024 22:30 | (21-10, 21-13)  |     |                  | Eiffel Tower Stadium Champ de Mars, Paris Domare: Brigham Beatie (USA), Davide Crescentini (ITA) |